# Comandant (grad)
Comandant (/ˌkɒmənˈdɑːnt/ or /ˌkɒmənˈdænt/) este un grad militar în armată sau în poliție. În forțele armate franceze, spaniole, irlandeze și monegasce este un grad echivalent cu cel de maior. În Africa de Sud în cea mai mare parte a celei de-a doua jumătăți a secolului al XX-lea gradul de comandant era echivalent cu gradul de locotenent-colonel.

## Canada
Commandant este termenul franco-canadian pentru comandantul unei unități de dimensiuni medii, cum ar fi un regiment sau batalion în cadrul Forțelor armate ale Canadei. În unitățile mai mici, comandantul este de obicei cunoscut în limba franceză ca officier commandant.

## Irlanda
Gradul de comandant (Comdt) (în irlandeză Ceannfort) este un grad militar, atât în Armata Irlandeză, cât și în Corpul de Aviație Irlandez. El este echivalent cu maior și șef de escadron. În Serviciul Naval Irlandez, gradul echivalent este locotenent-comandor.

## Franța

Epolet de comandante în Forțele Aeriene Spaniole

Commandant (scurtat de la capitaine-commandant, adică „căpitan comandant” (de batalion)) este un grad ofișeresc din Forțele armate ale Franței, în special în Armata Franceză și în Forțele Aeriene Franceze, care este echivalent cu gradul de maior.
Commandant este denumit, de asemenea, chef de bataillon („șef de batalion”) în infanterie, chef d'escadrons („șef de escadroane”) în cavaleria blindată și chef d'escadron („șef de escadron”) în artilerie și Jandarmerie.
Commandant este, de asemenea, denumirea, dar nu și gradul ofițerilor superiori din Marina Franceză (capitaine de corvette, capitaine de frégate și capitaine de vaisseau).
Înainte de Revoluția Franceză, maiorul era ofițerul numit de rege pentru a ține evidența cheltuielilor și disponibilităților unui regiment. El putea avea un adjunct (un aide-major) și putea fi un om de rând sau un nobil. Un maior avea grad de comisar, nu de ofițer. Ofițerul cu grad similar de comandant era chef de bataillon sau chef d'escadron.
Maiorul este acum, cu toate acestea, cel mai înalt grad de warrant officer, fiind superior gradului de adjudant-chef.

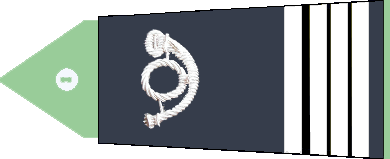
Commandant des Eaux et Forêts
Comandant în Forțele Aeriene Franceze
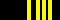
Infanteria franceză
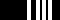
Cavaleria franceză

## Spania
În Armata Spaniolă și Forțele Aeriene Spaniole, gradul de comandante este superior gradului de căpitan și inferior gradului de locotenent-colonel, fiind echivalent cu gradele de maior sau de comandant de escadron în țările vorbitoare de limba engleză.

## Africa de Sud

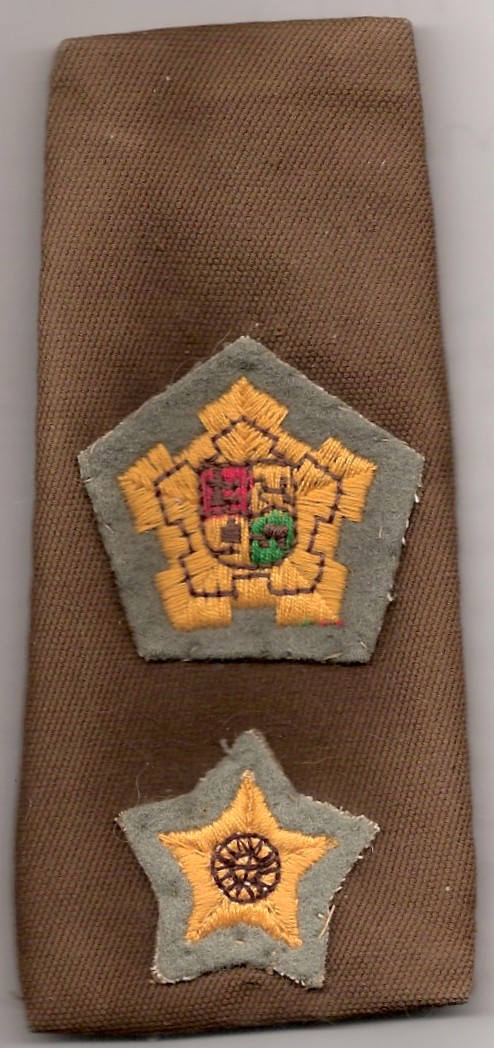
Epolet de commandant în Armata Sud-Africană
1950-1994

În Africa de Sud, din 1950 până în 1994 comandant a fost denumirea oficială a gradului de locotenent-colonel în Arama Sud-Africană, în Forțele Aeriene Sud-Africane și în Serviciile Medicale Sud-Africane. Anterior, în secolul al XIX-lea și începutul secolului al XX-lea era titlul unui ofițer ce comanda o unitate de comando (miliție).
Din 1950 până în 1957, însemnele de grad pentru un comandant (Kommandant în afrikaans) era o coroană deasupra unei stele cu cinci colțuri. În 1957 coroana a fost înlocuită cu un castel pentagonal inspirat de planul parterului Castelului Bunei Speranțe din Cape Town, cea mai veche clădire militară din Africa de Sud. În 1994 gradul de comandant / kommandant a fost înlocuit cu cel de locotenent-colonel.
Din 1968 până în 1970, un grad asemănător, comandant șef, a existat în Forțele de Comando [rezerva teritorială, parțial rurală, aproximativ echivalentă cu Garda Națională sau Garda Civică]. Acest grad de comandant șef a existat în armată și era situat între comandant și colonel. Gradul a fost folosit doar de ofițerii ce comandau unități de comando (de exemplu, o mică formațiune alcătuită din două sau mai multe unități de comando).

## Marea Britanie
În Regatul Unit, termenul de commandant se referă, de obicei, la o poziție, nu la un grad. Cu toate acestea, între 1922 și 1928 gradul de general de brigadă a fost înlocuit cu cel de comandant colonel. Acest lucru nu a fost bine primit și s-a revenit la gradul de general de brigadă.